# Epopeu
D'acord amb la mitologia grega, Epopeu (en grec antic Ἐπωπεύς), va ser un rei de Sició, fill d'Àleu (o de Posidó, segons altres versions) i de Cànace.
Va regnar a Sició com a hereu de Còrax, però en morir Bunos, que havia rebut d'Eetes el tron de Corint quan aquest rei marxà a la Còlquida, regnà també en aquella ciutat. Va acollir la princesa tebana Antíope, gràvida de dos fills de Zeus, quan fugia del seu oncle Licos; però fou mort quan sortí a enfrontar-se amb el perseguidor, que atacà Sició. El seu fill Marató, que havia fugit de Sició a causa de la crueltat d'Epopeu, va retornar i va succeir-lo en el tron.